# Leandro Grimi
Leandro Grimi (San Lorenzo, 9 februari 1985) is een Argentijnse voetballer die doorgaans als verdediger speelt. Hij verruilde Godoy Cruz in juli 2014 transfervrij voor Racing Club. Naast de Argentijnse heeft Grimi ook de Italiaanse nationaliteit.

## Carrière
Grimi maakte in 2004 zijn debuut in het eerste elftal van Huracán. De linksachter werd in zijn eerste seizoenen meteen een vaste waarde. In 2006 maakte hij een transfer naar Racing Club. Daar kwam de toen 21-jarige verdediger elf keer in actie.
Nadien sloot Grimi zich aan bij AC Milan. De verdediger speelde er vooral bij de reserven en deed drie keer mee met het eerste elftal. Tussendoor verhuurde Milan hem aan Siena en Sporting Lissabon. In 2008 werd hij met de Portugese club vicekampioen en veroverde hij de Beker van Portugal na een finale tegen FC Porto. Na zijn uitleenbeurt trok Sporting hem definitief aan. De Argentijn tekende een contract voor vijf seizoenen. Sporting betaalde zo'n €2,5 miljoen aan Milan. Aanvankelijk speelde Grimi regelmatig voor Sporting, maar na de komst van Evaldo Fabiano werd hij naar de bank verwezen. Op 31 augustus 2011 werd hij door Sporting voor één seizoen uitgeleend aan KRC Genk. Hij speelde hier uiteindelijk 7 wedstrijden. Voor het seizoen 2012/2013 werd hij opnieuw uitgeleend, nu aan Godoy Cruz de Mendoza. Godoy Cruz nam hem na dat seizoen definitief over, maar in 2014 keerde Grimi terug naar z'n ex-club Racing Club.

## Clubstatistieken
| Seizoen | Club                      | Competitie         | Wed. | Goals |
| ------- | ------------------------- | ------------------ | ---- | ----- |
| 2004/05 | Huracán                   | Primera B Nacional | 32   | 0     |
| 2005/06 | Huracán                   | Primera B Nacional | 35   | 0     |
| 2006/07 | Racing Club de Avellaneda | Primera División   | 11   | 1     |
| 2007/08 | AC Milan                  | Serie A            | 3    | 0     |
| 2007/08 | → AC Siena                | Serie A            | 13   | 0     |
| 2007/08 | → Sporting Lissabon       | Primeira Liga      | 9    | 0     |
| 2008/09 | Sporting Lissabon         | Primeira Liga      | 13   | 0     |
| 2009/10 | Sporting Lissabon         | Primeira Liga      | 20   | 1     |
| 2010/11 | Sporting Lissabon         | Primeira Liga      | 2    | 0     |
| 2011/12 | → KRC Genk                | Eerste klasse      | 7    | 0     |
| 2012/13 | → Godoy Cruz              | Primera División   | 3    | 1     |
| 2013/14 | Godoy Cruz                | Primera División   | 32   | 3     |
| 2014    | Racing Club               | Primera División   | 17   | 0     |
| 2015    | Racing Club               | Primera División   | 23   | 1     |
| 2016    | Racing Club               | Primera División   | 9    | 0     |
| 2016/17 | Racing Club               | Primera División   | 10   | 0     |
| 2017/18 | Racing Club               | Primera División   | 6    | 0     |
|         |                           | Totaal             | 245  | 7     |

## Erelijst
| Nationaal                     |    |      |
| Portugese voetbalbeker        | 1x | 2008 |
| Primera División              | 1x | 2014 |
| Supertaça Cândido de Oliveira | 1x | 2009 |

## Trivia
In de serie Danni Lowinski draagt Nathalie Meskens vaak een Genk-shirt met zijn naam op de achterkant.